# Історія Мадагаскару
Історія Мадагаскару

## Від 1500 року до початку XIX століття
Археологічні знахідки свідчать, що формування народів, які населяють Мадагаскар, відбувалося у ході численних переселень та асиміляції вихідців зі Східної Африки, Індонезії і країн Арабського Сходу. На початку XVI століття налічувалося близько 18 етнічних груп, які відрізнялися одна від одної формою господарської діяльності (везу — рибалки, мерина — землероби-рисівники, сакалава — скотарі). У період XVI–XVII ст. на території сучасного Мадагаскару виникли декілька міжплемінних політичних утворень: Аріндрану, Ісандра, Лалангіна і Манандріана (бецилеу), Буені (Буйна) і Менабе (сакалава), Імерина (мерина). Найбільше — Імерина (на його території засноване м.Антананаріву, перша згадка про яке датована 1726р.), досягло свого розквіту у XVIII ст. Перше зафіксоване відвідання Мадагаскару європейцями датується 1500 роком. Корабель португальського мандрівника Діогу Діаша, який прямував до Індії, відхилився від курсу і пристав до острова Мадагаскар. Першими європейцями, які висадилися на острів, стала команда португальського мореплавця Фернанду Суаріша (1506 р.). Колоністи (французи) вперше з'явилися на о.Сен-Марі (нині — о.Нусі-Бураха) у 1642 році. Спроби португальців, англійців і голландців у XVII–XVIII ст. оселитися на Мадагаскарі зазнали невдачі через спротив місцевих жителів. Східні узбережжя стали притулком піратів, що користувались маршрутом Піратського раунду для нападу на судноплавство в Індійському океані після того, як Адам Болдрідж‎ створив на о.Сен-Марі торговий пост, а приголомшивий успіх таких піратів, як Томас Тью та Генрі Еврі популяризував Піратський раунд, маршрут якого пролягав через Мадагаскар. 
Так як острів мав важливе географічне положення на шляху перевезення морем у Європу різних прянощів з країн Азії, на ньому Франція та Англія намагалися влаштувати свої форпости.

В XVII столітті Мадагаскар прославився на всю Європу як місце розташування Ліберталії, вільної держави піратів та работорговців. Войовничі племена аборигенів острова використовували європейські досягнення на свою користь — для війн і участі у работоргівлі.

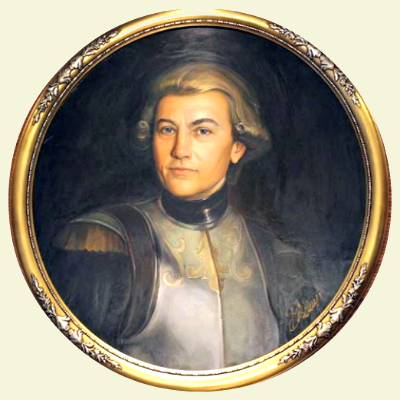
Моріц Беньовський

Цікавим фактом є прибуття до Мадагаскару втікачів з Камчатки. У 1774 році у затоці Антонжиль на північному-сході острова висадилися засланці Великорецької в’язниці, які в квітні 1771 року вчинили заколот і, захопивши корабель «Святий Петро», втекли з Росії. Очолював команду один з основних заколотників — Моріц Август Беньовський. Свого часу він, втративши родовий маєток в Угорщині, після захоплення його кузенами, вступив до польської армії і воював проти росіян. Був захоплений у полон, втік з нього, а після затримання відправлений до в’язниці на Камчатку. Серед його супутників — бунтівників-утікачів — були військовослужбовці, козаки тощо. Беньовському вдалося налагодити контакт з місцевими жителями острова, які навіть вважали його за нащадка впливового на Мадагаскарі королівського роду Раміні, що за велінням долі потрапив на острів Іль-де-франс (сучасний Маврикій), де заснував торговельний порт Луїсбург і допомагав малагасійцям у протистонні з французами. Похований він на Мадагаскарі, і про нього там і досі пам’ятають — відомості про М. А. Беньовського містяться у малагасійській енциклопедії.

## Від XIX століття до завоювання Францією
На початку XIX ст правитель Королівства Імерини Андріанампуйнимерина за допомогою військових походів, дипломатії і династичних шлюбів зміцнив позиції держави. Мерина стали ядром консолідації численних народів острова. Його син — Радама I у 1818 році прийняв титул короля Мадагаскару. Уклавши договір з Великою Британією і дозволивши діяльність англійських місіонерів на острові, отримав військову допомогу і створив регулярну армію. Пізніше антиєвропейські настрої королеви Ранавалуни I-ї сприяли забороні християнства на острові і припиненню торгівлі з Європою. У період правління королев Ранавалуни II-ї і Ранавалуни III-ї (1868–1895 роки) для збереження незалежності Мадагаскару неодноразово використовувалися протиріччя між Англією та Францією, а християнство стало релігією народу мерина. Французька експансія поновилася у 1882 році. У результаті двох франко-малагасійських воєн (1883–1895 роки) Франція скасувала місцеву монархію і в червні 1896 року оголосила острів своєю колонією. В 1890 р. французький протекторат було визнано Великою Британією, в обмін на визнання французами британського протекторату нинішньої Танзанії (тоді Танганьїка і Занзібар). Стихійні антиколоніальні виступи тривали до 1917 року. 

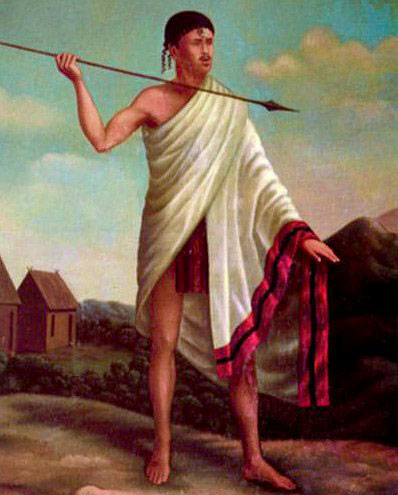
Андріанампуйнимерина (Andrianampoinimerina) (1795-1819)
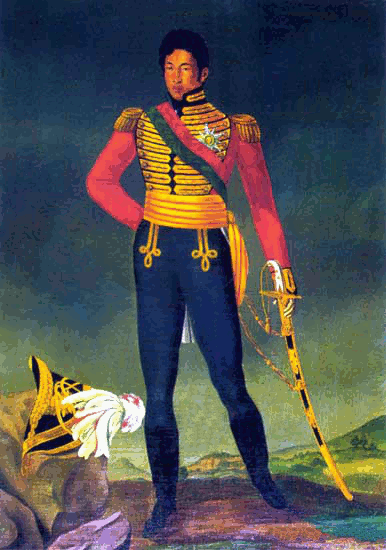
Радама І (Radama I) (1810-1828)
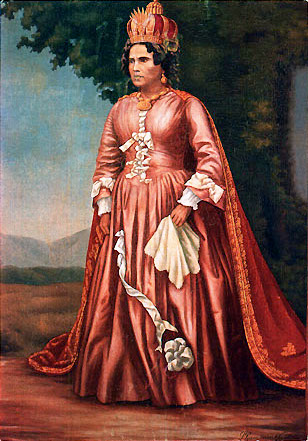
Ранавалуна І (Ranavalona I) (1828-1861)
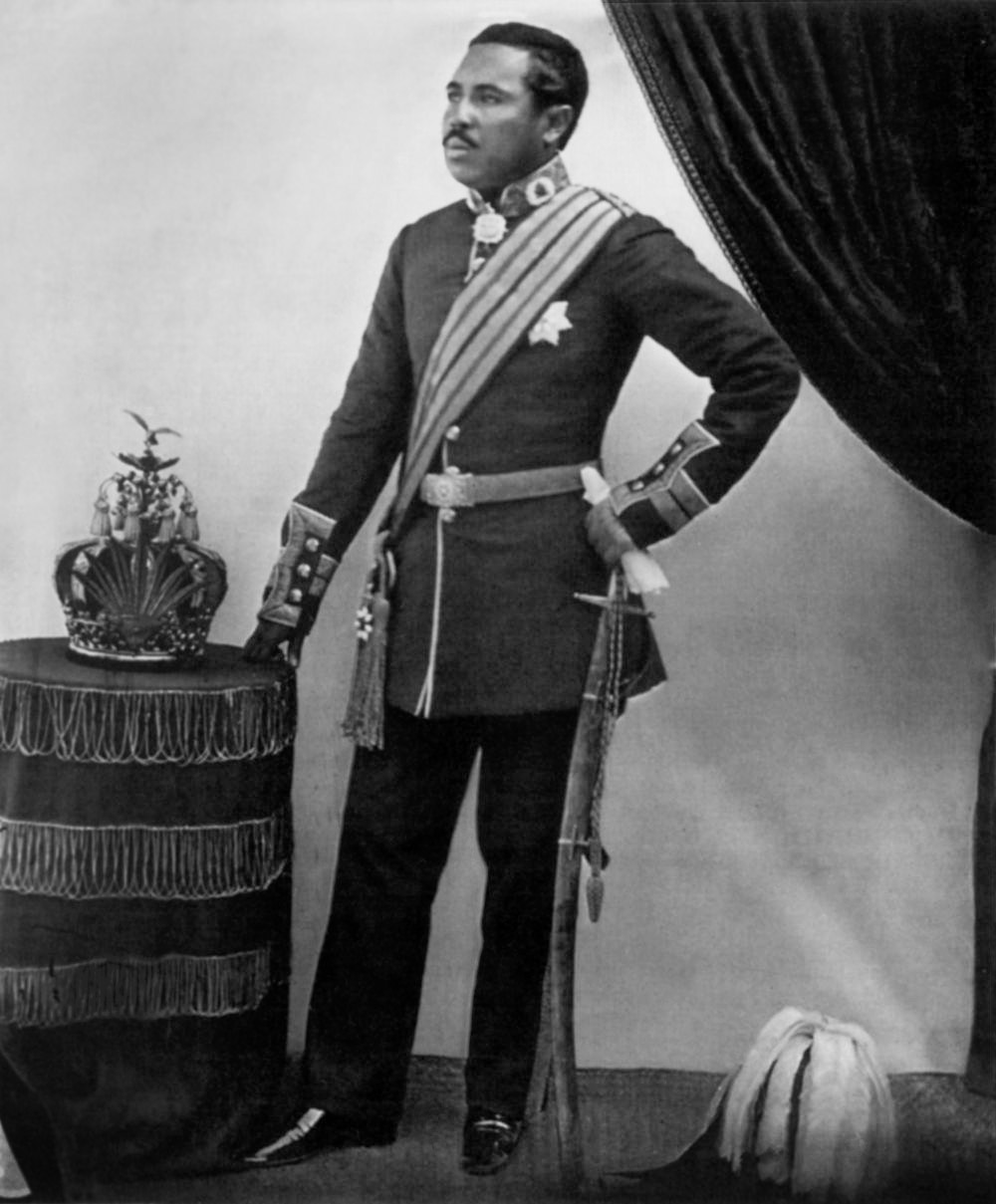
Радама II (Radama II) (1861-1863)
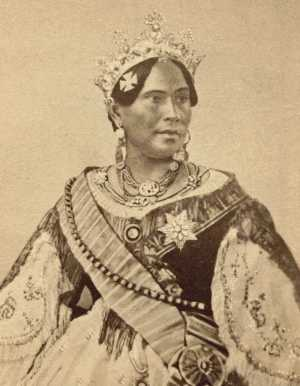
Расугеріна (Rasoherina) (1863-1868)
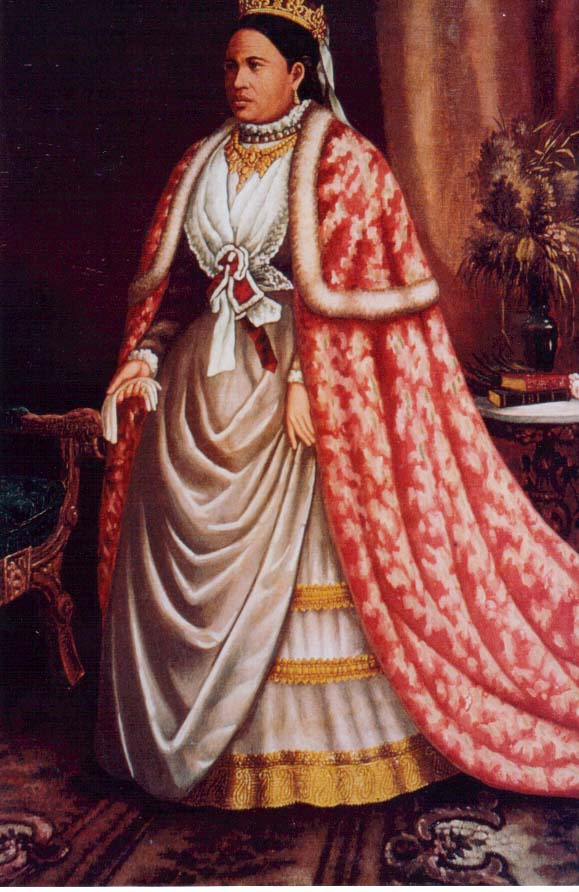
Ранавалуна II (Ranavalona II) (1868-1883)
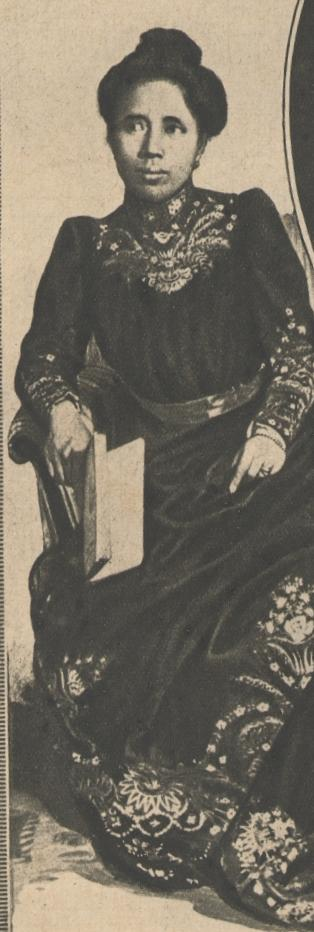
Ранавалуна ІІ (Ranavalona III) (1883-1897)

## Колоніальний період
Господарства колоністів базувалися на вирощуванні експортних культур — ванілі, гвоздики і кави. Почала розвиватися гірничодобувна промисловість — видобуток графіту і золота. Повсюди широко використовувалася примусова праця місцевого населення. Колоніальна адміністрація спиралася на підтримку мерина, які становили більшість у чиновницькому апараті. 
Під час поразки Франції в 1940 році від Німеччини протекторат офіційно перейшов режиму Віші, але фактично Британія контролювала острів до 1943, втримуючи його від японського завоювання.
У 1946 році Мадагаскар отримав статус «заморської території» Франції. Перша політична організація — Демократичний рух малагасійського оновлення (ДРМО) — виник у 1946 році. Партія виступала за здобуття незалежності мирним шляхом, її лідери Равуаханги і Ж.Расета представляли острів у французькому парламенті. У березні 1947 року у східних провінціях почалися збройні виступи населення, головною вимогою яких було надання острову самоврядування. За 18 місяців протистояння владі, за неофіційними даними, загинуло 80 тисяч осіб. Після невдалого повстання 1947 року ДРМО заборонили. До ухвалення Францією у 1956 році закону про створення автономних урядів у колоніях діяла заборона на діяльність політичних організацій. Рух за незалежність очолила створена у 1956 році «Соціал-демократична партія» (СДП). Її лідер Філібер Ціранана в 1959 році обраний першим президентом Мадагаскару. Незалежність від Франції Мадагаскар отримав у 1960.

## Незалежність
В результаті переговорів з Францією уряд Ф.Ціранані дістав згоду на суверенітет острова, і 26 червня 1960 була проголошена незалежна Малагасійська Республіка. Основними економічними і політичними партнерами стали колишня метрополія і ПАР. Масові заворушення студентів і робітників у травні 1972 змусили Ф.Ціранану передати владу тимчасовій військовій директорії. 
У грудні 1975 після проведення референдуму прийнято нову конституцію, що проголосила курс на соціалістичний шлях розвитку острова. Країна стала називатися «Демократична Республіка Мадагаскар», її президентом був обраний капітан другого рангу Дідьє Рацірака (переобирався також у 1982 і 1989). Уряд взяв курс на послаблення французького впливу і обмеження позицій іноземного капіталу в економіці, підтримував антиколоніальні рухи в Африці і зв'язки з соціалістичними країнами. Під тиском опозиції (у 1980-і офіційно діяли 8 політичних партій) у 1992 прийнято нову конституцію, що закріпила парламентську систему правління і відмову від соціалістично-орієнтованого розвитку. У вересні 1992 країна дістала назву «Республіка Мадагаскар». У 1993–1995 на президентській посаді перебував Альберт Зафі. 
Дострокові президентські вибори 1996 виграв Д. Рацірака (50,71% голосів), а його партія «Авангард за оновлення Мадагаскару» (АРЕМА) перемогла на парламентських виборах 1998. На початку 1997 на Мадагаскарі з 300 державних підприємств було приватизовано 51 (програму приватизації прийнято в 1988). Погіршення економічної ситуації і посилення внутрішньополітичної боротьби призвели до дестабілізації обстановки в країні. На президентських виборах, що відбулися 16 грудня 2001, жоден з 6 кандидатів не набрав більшості голосів. Мер міста Антананаріву Марк Равалуманана, який отримав, за офіційними даними, 46,4% голосів, відмовився брати участь у другому турі, стверджуючи, що вже має підтримку 52,15% виборців. Він проголосив себе президентом і сформував паралельний уряд. По всій країні проходили мітинги з вимогою визнати президентом М.Равалуманана. Д.Рацірака, який набрав у першому турі 40,9% голосів, всупереч рішенню вищого конституційного суду наполегливо не погоджувався на проведення другого туру виборів. Разом з урядом він переїхав до м.Туамасіна, оголошеного новою столицею Мадагаскару. 29 січня 2002 у м.Антананаріву пройшов масовий (понад 1 млн чол.) мітинг опозиції на підтримку М.Равалуманани. На його боці були також 90% офіцерського корпусу і місцева французька громада — одна з найчисельніших в Африці. Тритижневий загальнонаціональний страйк у лютому паралізував життя країни, почалися акції громадянської непокори. Д.Рацірака оголосив у столиці надзвичайний стан, між протиборствуючими сторонами почалися вуличні бої. Прихильники Д.Раціраки перейшли до терору — вибухам мостів і доріг, розправам над тими, хто підтримував нового президента. 
У квітні 2002 у місті Дакарі (Сенегал) за активного сприяння Африканського союзу (АС) М.Равалуманана і Д.Рацірака підписали угоду про мирне врегулювання політичної кризи на острові. За результатами перерахунку голосів, проведеного за рішенням вищого конституційного суду, президентом оголошено М.Равалуманана. Д.Рацірака знову вдався до збройного протистояння. До червня 2002 новому президенту були підконтрольні всі провінції, його легітимність визнали багато країн світу. Прихильники Д.Раціраки без бою здали урядовим військам м.Туамасіна, а сам він втік у Францію. В серпні 2003 за розкрадання державних коштів — привласнення у червні 2002 року 7 млн євро — Верховний суд країни заочно засудив його до 10 років каторжних робіт). 
У жовтні 2002 Національні збори, більшість в яких складали прихильники Д.Раціраки, було розпущено, кількість депутатських місць у них збільшено до 160. На виборах, що відбулися в спокійній обстановці 15 грудня 2002, перемогу здобули (102 місця — 60%) створена в 2001 партія ТІМ (у перекладі з малагасійської мови означає «Я люблю Мадагаскар») і підтримуючі її партії (29 місць). АС визнав легітимність М.Равалуманани. 
Економічна політика нового президента розрахована на тісну взаємодію державного і приватного секторів. Скасовано всі імпортні мита і податкові збори для 350-ти видів споживчих товарів і обладнання. У вересні 2003 ухвалено нові закони в сфері іноземних інвестицій, що дають змогу в тому числі придбання земель. Зростання ВВП у 2003 становило 6%. Обсяг ВВП — 13,02 млрд дол. США (2003). Основну фінансову підтримку Мадагаскару надає Світовий банк (СБ). Країна також отримує фінансову допомогу МВФ за програмою HIPC (Heavily Indebted Poor Countries), що надається найбіднішим країнам з високою зовнішньою заборгованістю. У травні 2003 Світовий списав 32 мільйони доларів США зовнішньої заборгованості країни. 
На муніципальних виборах (листопад 2003), що пройшли у спокійній обстановці, перемогла правляча партія ТІМ. Зростання цін, оскільки внаслідок політичної кризи 2002 рівень виробництва знизився на 25%, ціни на рис — основний продукт харчування — збільшилися на 375%, стало причиною посилення невдоволення малагасійців економічною політикою уряду. У листопаді 2004 ціни на хліб знову піднялися на 50%. Почастішали демонстрації держслужбовців і студентів. У січні 2004 відбулася реорганізація уряду — замінено 12 міністрів. За 2004 скоєно близько 20 терактів відносно державних діячів вищої ланки. У ході найбільшого (маніфестація в червні з нагоди Дня незалежності) було поранено 40 осіб. 
Наприкінці січня 2005 на південь Мадагаскару обрушився циклон Ернест: 3 людей загинули, 83 — зникли безвісти. Найбільших збитків острів за останні десятиріччя зазнав від циклонів Еліта і Гафіло (2004) — загинули 295 людей, 300 тисяч залишилися без даху над головою.